# Космик гейт
Космик гейт (на английски: Cosmic gate) е германско транс дуо основано през 1999 г. и съставено от Клаус Терховен (познат като Ник Чагал) и Стефан Босемс (DJ Bossi). Техният първи сингъл излиза през същата година и се нарича The Drums. Космик гейт стават известни покрай сингъла си Firewire от 2001 година.

## Дискография
Албуми
- Rhythm & Drums (2001)
- No More Sleep (2002)
- Earth Mover (2006)

Сингли
- The Drums (1999)
- Mental Atmosphere (1999)
- Somewhere Over the Rainbow (2000)
- Exploration of Space (2000) #29 UK
- Fire Wire (2001) #9 UK
- The Truth (2002)
- The Wave / Raging (featuring Jan Johnston) (2002)
- Human Beings (2003)
- Different Concept (2004)
- I Feel Wonderful (featuring Jan Johnston) (2005)
- Tommorow (N/A)
- This Is The Party (2006)
- Should Have Known (2006)
- Analog Feel (2007)

Миксове
- Back 2 Back – In the Mix (2003)
- Back 2 Back, Vol. 2 (2005)

Ремикси
- Sash! – Adelante (1999)
- DJ Tiësto – Urban Train (2001)
- Safri Duo – Samb-Adagio (2001)
- Blank & Jones – D.F.F. (2002)
- Ferry Corsten – Punk (2002)
- Rank 1 – Awakening (2002)
- 4 Strings – Diving (2002)
- Svenson & Gielen – Answer the Question (2002)
- Age of Love – The Age of Love (2004)
- Vincent De Moor – Fly Away (2007)
- Armin van Buuren vs. Rank 1 – This World Is Watching Me (2007)